# Friesthorpe
Friesthorpe – wieś w Anglii, w hrabstwie Lincolnshire. Leży 16 km na północny wschód od Lincoln i 204 km na północ od Londynu.